# Infrared Data Association

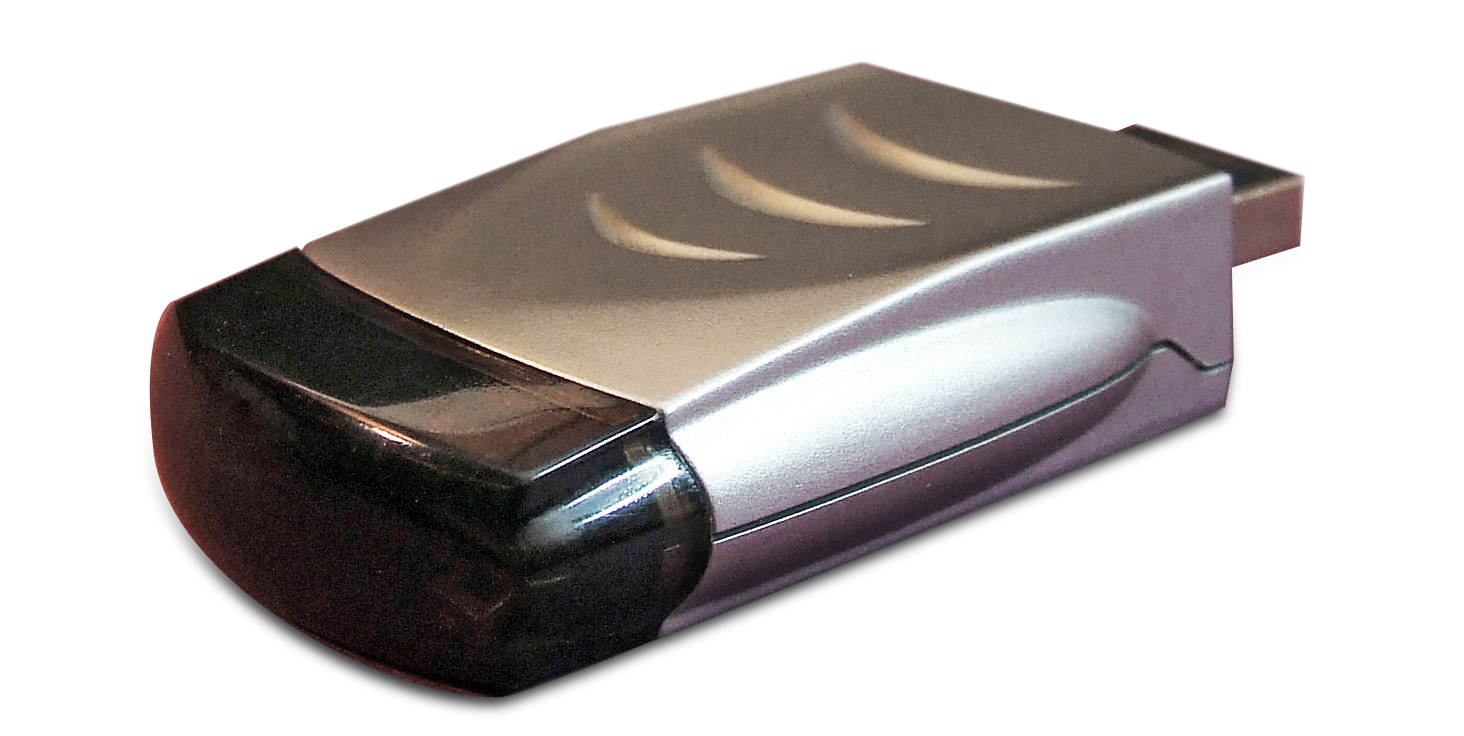
Infrared via USB

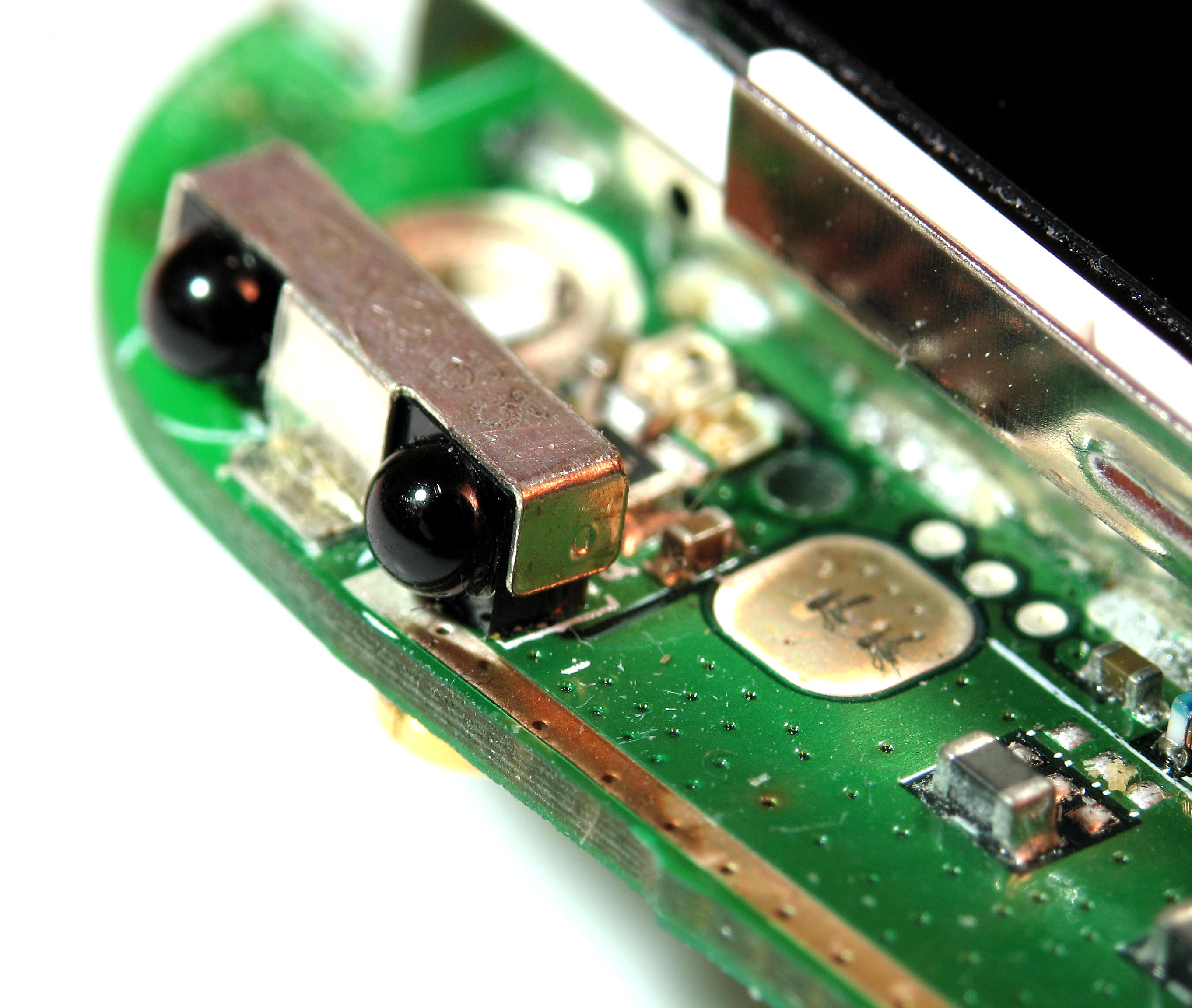
Puerto infrarrojo IrDA de un teléfono móvil.

Infrared Data Association (IrDA), “Asociación de Datos Infra-rojos”, define un estándar físico en la forma de transmisión y recepción de datos por rayos infrarrojos.
IrDA se creó en 1993, entre: HP, IBM, Sharp y otros...
Esta tecnología está basada en rayos luminosos que se mueven en el espectro infrarrojo. Los estándares IrDA soportan una amplia gama de dispositivos eléctricos, informáticos y de comunicaciones; permiten la comunicación bidireccional entre dos extremos a velocidades que oscilan entre los 9600 bit/s y los 4 Mbit/s. Esta tecnología se encontraba en muchas computadoras portátiles y en teléfonos móviles de finales de los años 1990 y principios de los 2000, sobre todo en los dispositivos de fabricantes líderes de ese momento, como Nokia y Ericsson; fue gradualmente desplazada por tecnologías como Wi-Fi y Bluetooth.
El VFIR  se encuentra en estudio, con unas velocidades teóricas de hasta 16 Mbit/s.

## Características

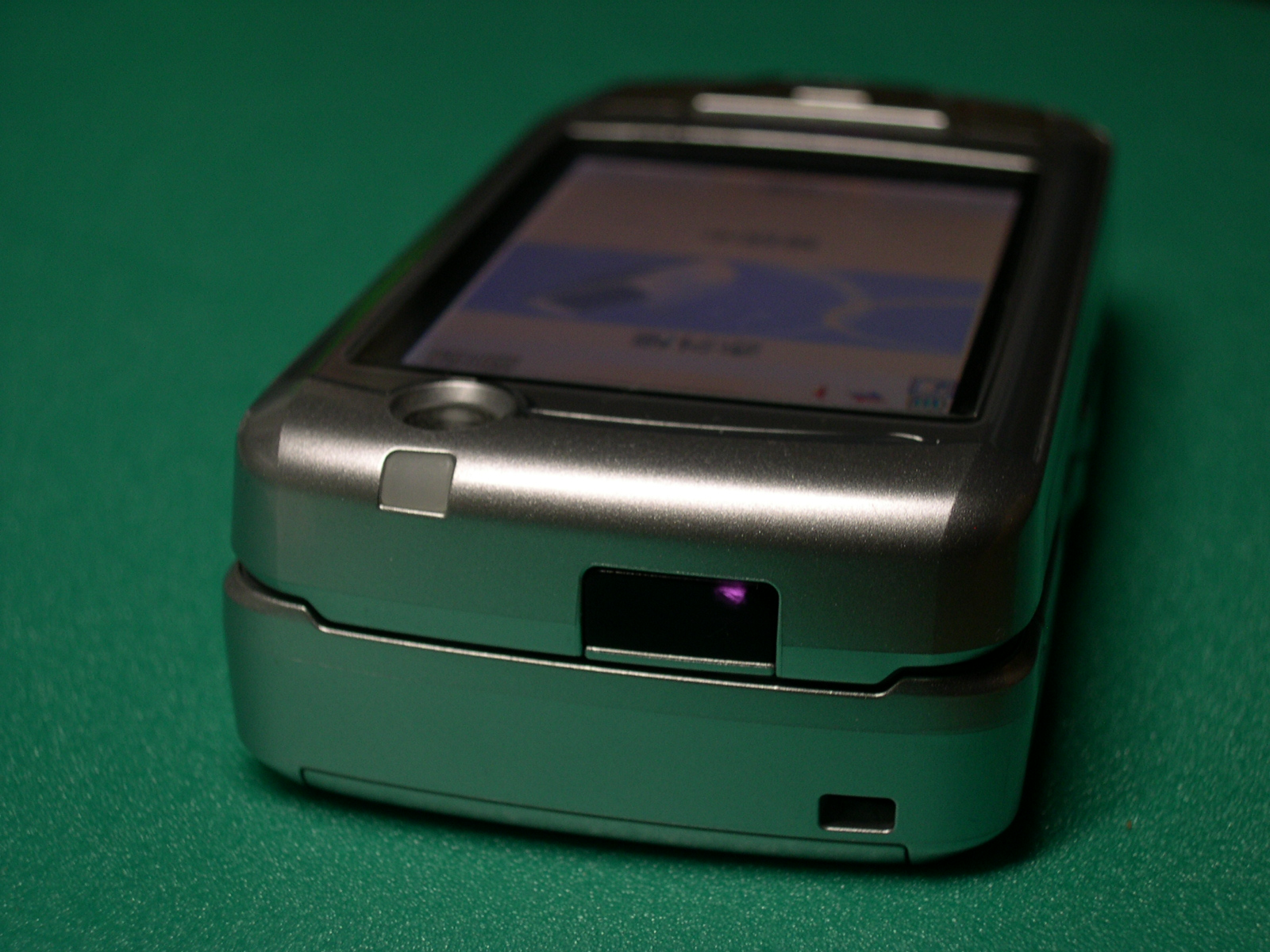
Teléfono móvil con puerto IrDA incluido.

- Adaptación compatible con futuros estándares.
- Cono de ángulo estrecho de 30°.
- Opera en una distancia de unas decenas de metros.
- Conexión universal sin cables.
- Comunicación punto a punto.
- Soporta un amplio conjunto de plataformas de hardware y software.

## Estructura
En IrDA se define una organización en capas y protocolos:
|  | - Protocolos obligatorios: - Capa física, - IrLAP, - IrLMP, - IAS. | - Protocolos opcionales: - Tiny TP, - IrLAN, - OBEX, - IrCOMM. |

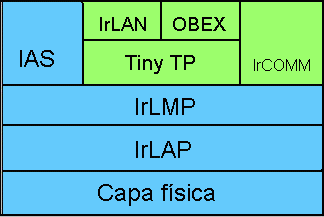
Protocolos de Irda, obligatorios (en azul) y opcionales (en verde).

Además, cualquier dispositivo que quiera obtener la conformidad de IrDA ha de cumplir los protocolos obligatorios, no obstante puede omitir alguno o todos los protocolos opcionales.
Esta diferenciación, permite a los desarrolladores optar por diseños más ligeros y menos costosos, pudiendo también adecuarse a requerimientos más exigentes sin que sea necesario salirse del estándar IrDA.

## Protocolos IrDA

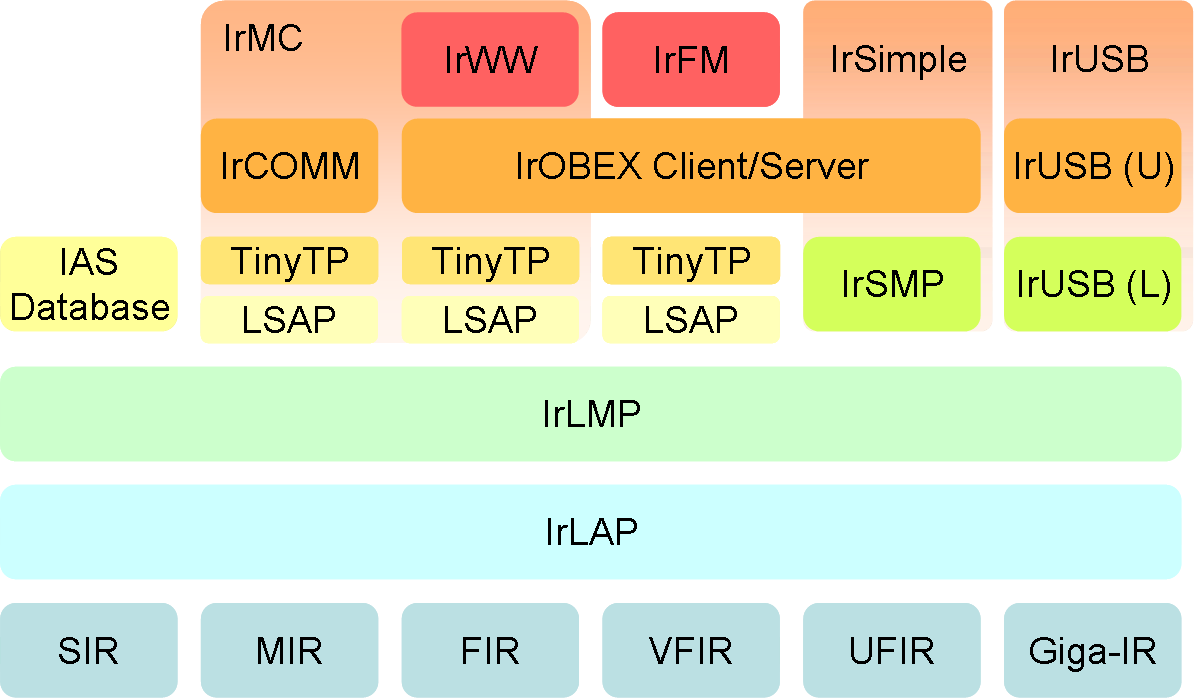
Pila de protocolos IrDA

- PHY (Physical Signaling Layer) establece la distancia máxima, la velocidad de transmisión y el modo en el que la información se transmite.
- IrLAP (Link Access Protocol) facilita la conexión y la comunicación entre dispositivos.
- IrLMP (Link Management Protocol) permite la multiplexación de la capa IrLAP.
- IAS (Information Access Service) actúa como un directorio para un dispositivo.
- Tiny TP mejora la conexión y la transmisión de datos respecto a IrLAP.
- IrOBEX diseñado para permitir a sistemas de todo tamaño y tipo intercambiar comandos de una manera estandarizada.
- IrCOMM para adaptar IrDA al método de funcionamiento de los puertos serie y paralelo.
- IrLAN permite establecer conexiones entre ordenadores portátiles y LANs de oficina.

### IrPHY
La capa física IrPHY establece la distancia máxima, la velocidad de transmisión y el modo en el que se transmite la información. Su segmentación provee servicios de transmisión y recepción para paquetes individuales.
La capa más baja de la plataforma IrDA presenta las siguientes especificaciones:
- Rango (Estándar: 1 metro; baja-energía a baja-energía: 0,2 metros; Estándar a baja-energía: 0,3 metros).
- Ángulo (cónico mínimo +- 15°).
- Velocidad (2,4 kbit/s a 16 Mbit/s).
- Modulado (Banda Base, sin portadora).

Los transceptores (transmisor-receptor) de IrDA se comunican con pulsos infrarrojos en un cono con medio ángulo de mínimo 15 grados. Las especificaciones de IrPHY requieren un mínimo de irradiación para que la señal pueda ser visible a un metro de distancia, de igual manera requiere que no se exceda un máximo de irradiación para no abrumar un receptor con brillo cuando viene un dispositivo cerca. En el mercado hay dispositivos que no alcanzan un metro, mientras otros pueden alcanzar varios metros, también existen dispositivos que no toleran proximidad extrema. La distancia típica para las comunicaciones IrDA es de 5 a 60 centímetros de separación entre los transceptores, en el medio del cono.
La comunicación IrDA funciona en modo half-duplex debido a que su receptor es cegado por la luz de su transmisor, así la comunicación full-duplex no es factible. Dos dispositivos simulan conexión full-duplex invirtiendo la comunicación rápidamente.
IrPHY se compone de tres especificaciones físicas:
- SIR (Serial Infrared, Infrarrojo Serial): cubre las velocidades de transmisión soportadas por el puerto RS-232 (9600 bit/s; 19,2 kbit/s; 38,4 kbit/s; 57,6 kbit/s y 115,2 kbit/s); dado que el denominador común más bajo para todos los dispositivos es 9600 bit/s el descubrimiento y la negociación se realizan a esta velocidad.
- MIR (Medium Infrared, Infrarrojo Medio): es un término no oficial utilizado para referirse a las velocidades de transmisión de 57,6 kbit/s a 115,2 kbit/s.
- FIR (Fast Infrared, Infrarrojo Rápido): es visto como un término obsoleto por la especificación IrDA, pero no obstante es comúnmente usado para denotar las velocidades de transmisión de 4 Mbit/s.

### IrLAP
La capa IrLAP (Infrared Link Access Protocol, Protocolo de Acceso al Enlace Infrarrojo) se utiliza para el descubrimiento de dispositivos dentro del rango y el establecimiento de conexiones confiables entre ellos. Es la segunda capa de las especificación IrDA, entre IrPHY e IrLMP y representa la capa de Enlace de Datos del modelo de referencia OSI.
Sus especificaciones más importantes son:
- Control de acceso.
- Establecimiento de una conexión bidireccional confiable.
- Negociación de los roles primario/secundario de los dispositivos.

En IrLAP la comunicación de los dispositivos se divide en dispositivos primarios y uno o más dispositivos secundarios. El dispositivo primario controla a los secundarios. Al dispositivo secundario se le permite enviar sólo si el primario se lo solicita[1].
Las conexiones IrLAP están etiquetadas por el par de las direcciones (32 bits) de los dispositivos envueltos en la conexión. En el siguiente establecimiento de conexión, una dirección de conexión de 7 bits temporal es usada en los paquetes como un alias para esa dirección de dispositivos concatenada.
IrLAP define un esquema de descubrimiento de dispositivo con ranuras de tasa fija que permiten establecer el contacto inicial. Los parámetros de comunicación críticos tales como la tasa de conexión de datos, el máximo tamaño del paquete, el mínimo y máximo intervalo de tiempo, se negocian durante el establecimiento de la conexión. Siguiendo con el establecimiento de la conexión IrLAP, dos dispositivos comprometidos en la comunicación estiman la región espacial que ambos iluminan, literalmente la unión de dos conos solapados de 1 metro cada uno, con medio ángulo de 15 grados mínimo.
IrLAP provee un mecanismo básico de descubrimiento de dispositivos. Funcionalmente, el resultado de invocar el proceso de descubrimiento IrLAP es una lista de registros que codifican:
- Dirección del dispositivo: un identificador de 32 bits semi-permanente del dispositivo descubierto.
- NickName (apodo): un pequeño nombre del dispositivo descubierto que puede ser presentado en las interfaces de usuario para ayudarlo en la selección.
- Hints (pistas): una máscara de bits dando pistas (no oficial) de los servicios que pueden estar disponibles en el dispositivo descubierto. Esto puede ser usado para ordenar consultas en el IAS para establecer concienzudamente la presencia o ausencia de un servicio en particular.

## Aplicaciones
- Cámara digital
- Dispositivos de almacenamiento
- Impresora
- PDA
- Teléfono Móvil